# Liljan, Bromma

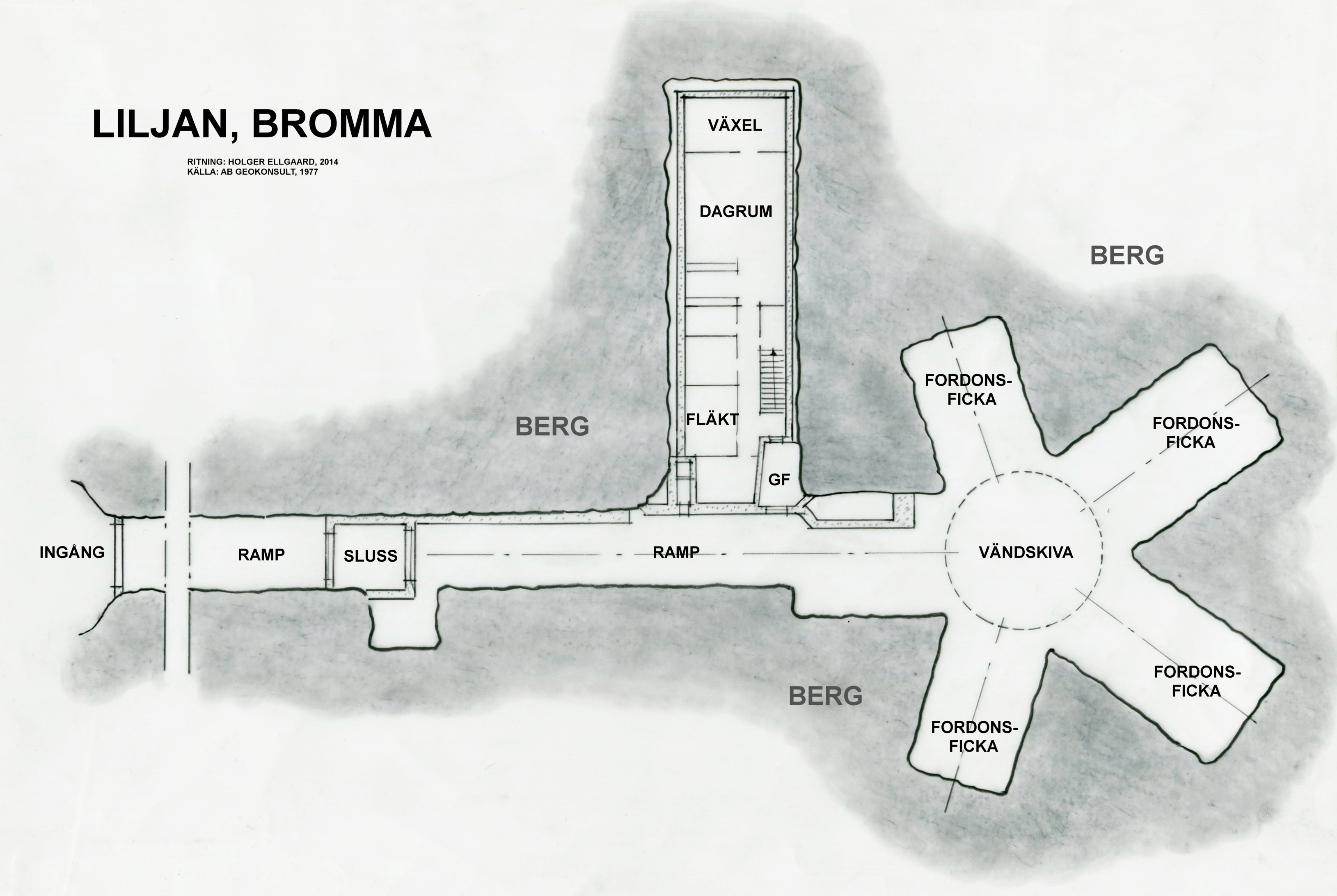
Liljan, planritning. Till höger syns det stjärnformigt anordnade skyddet för fyra insatsfordon.

Liljan var en civilförsvarsanläggning i Västerort inom Stockholms kommun. Det var en hemlig ledningscentral belägen vid Brommaplan. Liljan anlades ursprungligen 1943 som bombsäker distriktscentral i berg samt fordonsskydd åt Stockholms brandförsvar. Liljan byggdes 1977 om till en så kallad framskjuten enhet. Anläggningen lades ner på 1990-talet och innehåller idag garage och lokaler för Stokab.

## Bakgrund

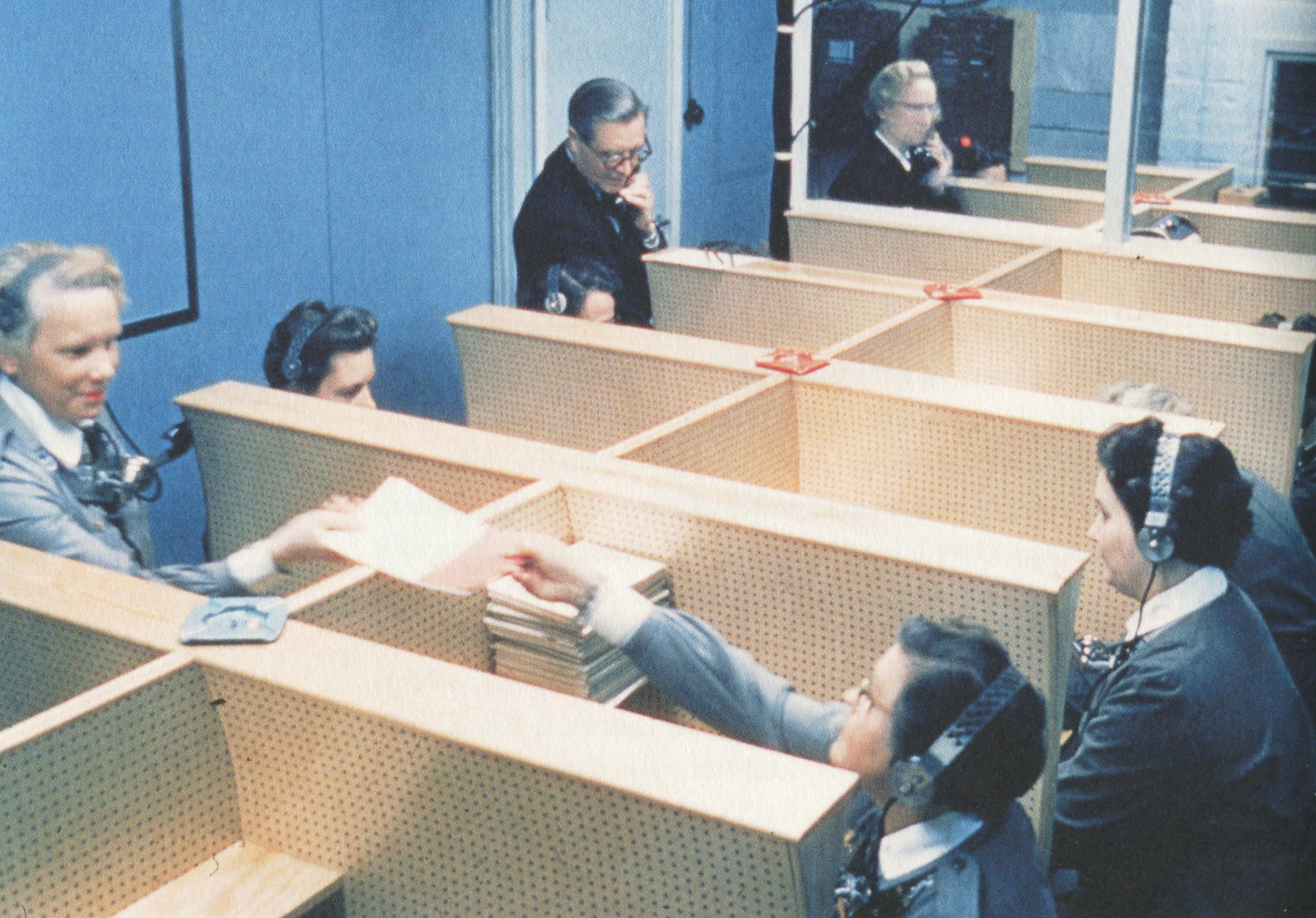
Civilförsvarspersonal vid en sambandsövning i en ledningscentral på 1950-talet.

I en kris- eller krigssituation skulle ledning och samordning av det civila samhället skötas från speciella civilförsvarsanläggningar. Här var det tänkt att representanter från kommunen, sjukvården och räddningstjänsten skulle arbeta. För att skydda viktiga samhällsfunktioner uppfördes fullträffsäkra anläggningar som också skulle klara anfall med kemiska vapen och kärnvapen, dock inte direktträff av en atombomb. Storlek på anläggningen berodde på kommunens storlek. I nästan varje kommun inrättades en ledningscentral, exakt hur många som byggdes är oklart.
Huvudcentraler fick namn efter djur medan underordnade centraler, så kallade framskjutna enheter (FE) uppkallades efter växtnamn. På 1950-talet moderniserades dessa anläggningar och fick förstärkt skydd mot radioaktivitet och stridsgas. Under 1970-talet utfördes ytterligare moderniseringar och då fanns elva framskjutna enheter i Stockholm. Flera av dessa förfogade även över ett fordonsskydd, däribland Liljan.

## Anläggningsbeskrivning

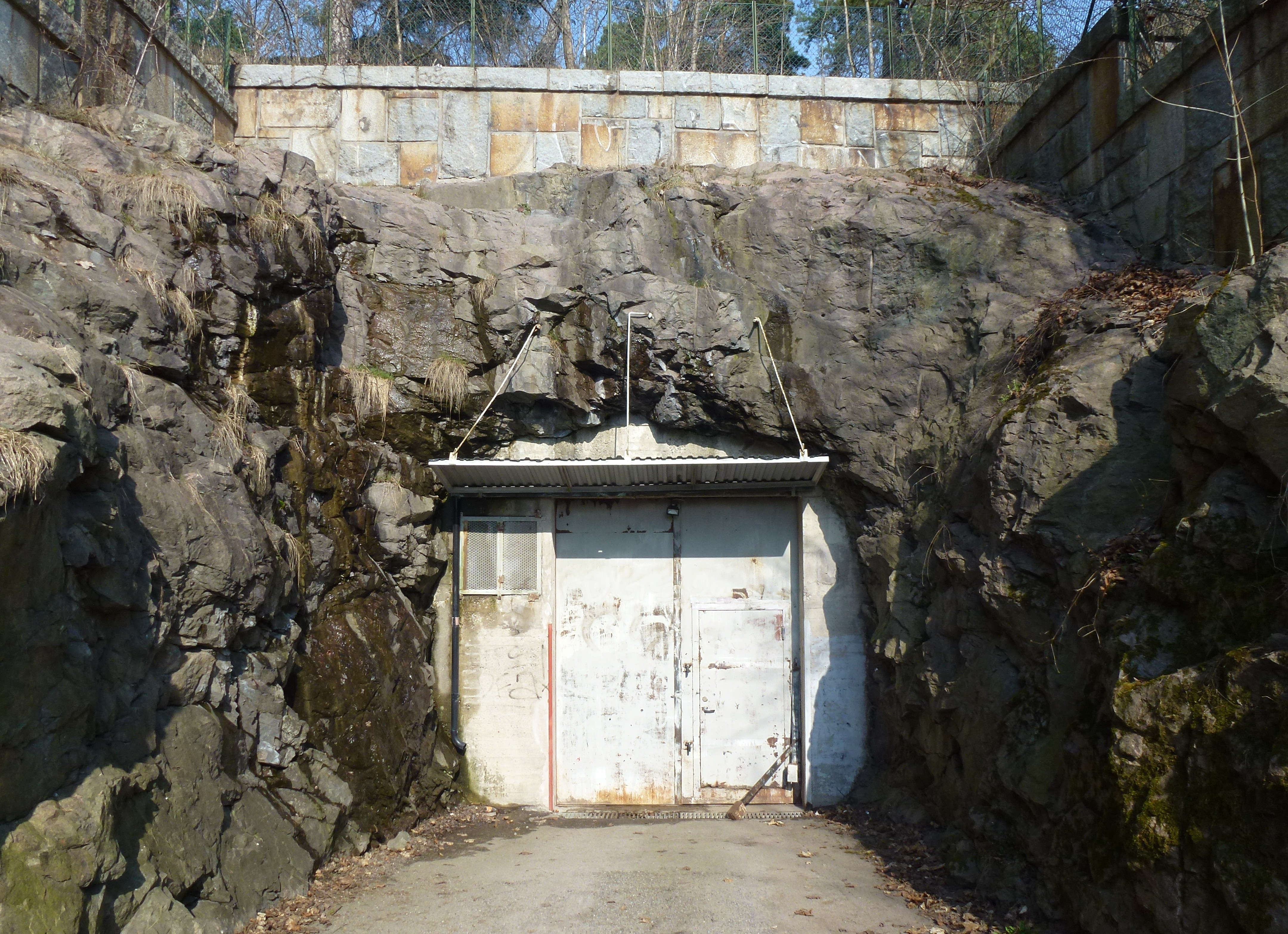
Entrén till Liljan, mars 2014.

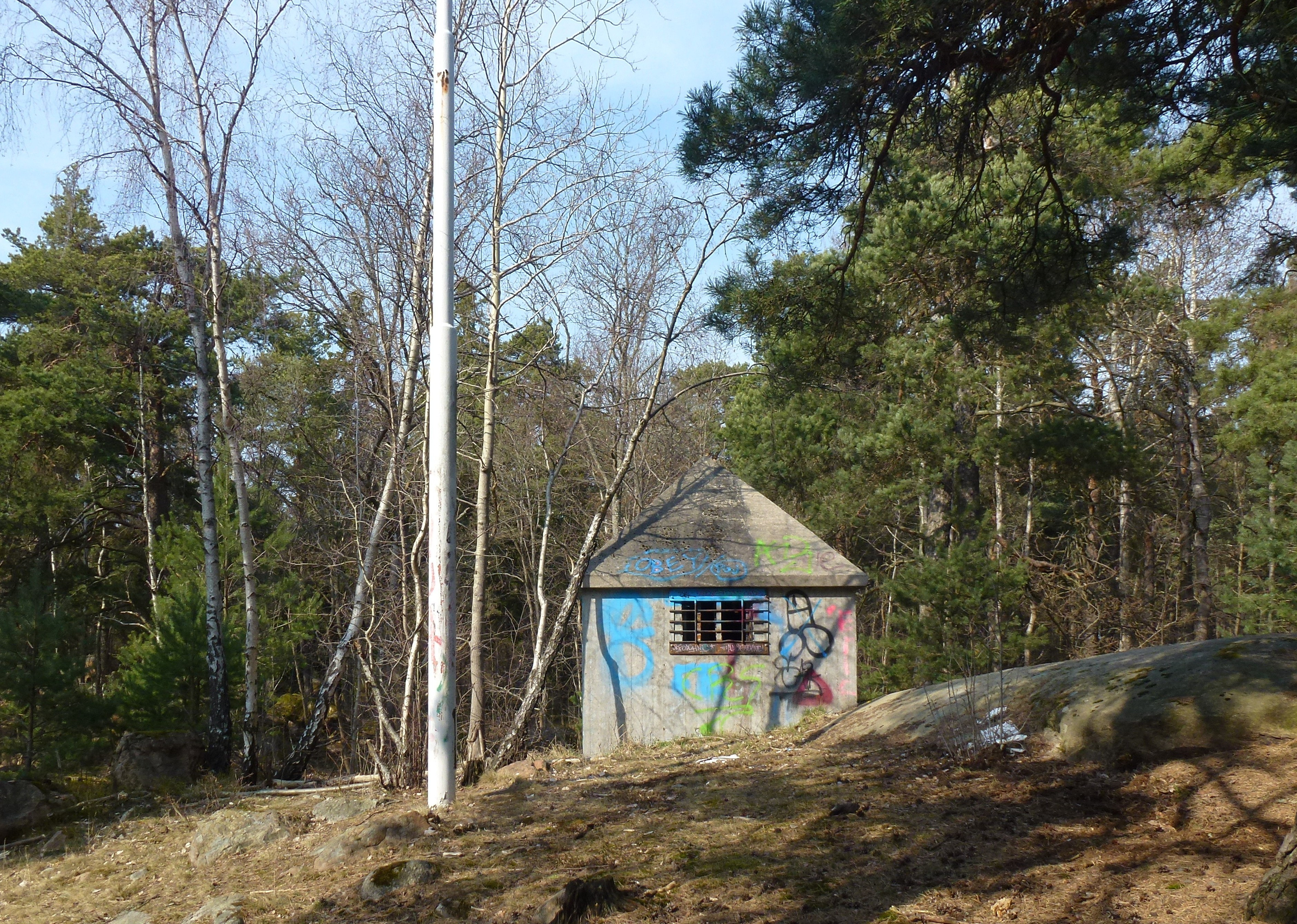
Nödutrymningsväg på berget.

### Allmänt
Liljan byggdes under andra världskriget och stod färdig 1943. Liljans ursprungliga funktion var distriktscentral för Brommas civilförsvar. Beställare var Stockholms stad och konstruktör var Civilförsvarsbyrån. Anläggningen är insprängd i berg och består av två delar: en skyddat tvåvåningsbyggnad (fritt placerad i bergrummet) på 288 m² och en inte fullt skyddat uppställningsplats för insatsfordon på 487 m².
En lång bergtunnel fungerar som förbindelselänk. Den skyddade delen avgränsades med stötvågsdörr och gasfång mot tunneln. Från gasfånget anordnades ett vertikalt nödutrymningsschakt som mynnar på berget ovanför anläggningen i en liten betongbyggnad med pyramidtak. Liljan sköttes av Stockholms brandförsvar och år 2008 övertogs den av Stockholms fastighetskontor som hyrde ut fastigheten. Fordonsskyddet är uthyrt till en bilverkstad och personskyddet till Stokab.

### Fordonsdelen
Fordonsdelen anlades med fyra fickor insprängda i berget och i form av ett kryss eller en stjärna. Här skulle några av brandförsvarets insatsfordon stå beredda. För att kunna vända fordonen i det trånga utrymme fanns en vändskiva liknande de som används vid järnvägen i rummets mitt. Skivan rullade på räls och kunde roteras manuellt med hjälp av långa stänger som stacks in i hål i ytterkanten. Samma planlösning och funktion upprepades vid bygget av Pionen, Maskrosen och Nässlan.

### FE-byggnaden
FE-byggnaden förfogade över ett skydd mot fullträff av 250 kg konventionell flygbomb, gasskydd, radiakskydd, EMP-skydd och stötvågsskydd mot kärnvapenexplosion som motsvarar 3 atö (tre gånger atmosfärens övertryck). På 1970-talet anpassades Liljan att uppfylla kraven på en framskjuten enhet (FE). Då skapades en ledningsplats för 60 personer samt annan personal från Stockholms olika verk. I byggnadens nedre våning låg rum för ledning, dagrum, ett litet kök och tekniska utrymmen för luftrening, fläkt och liknande. På övervåningen fanns personalens logement. Totalt fanns sängplatser i våningssängar för 90 personer. FE-byggnaden är fortfarande klassad som skyddsrum.

## Galleri

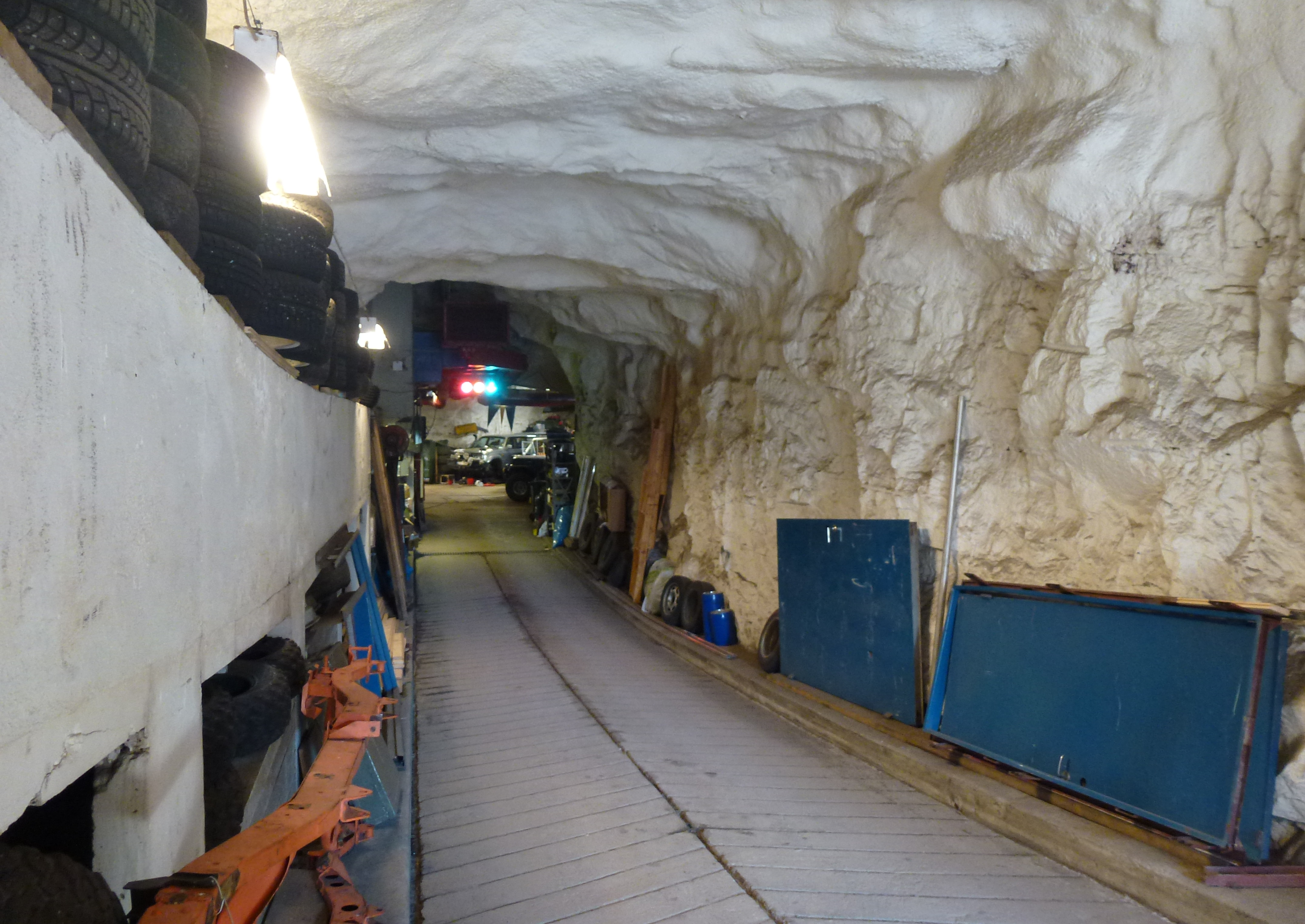
Bergtunneln med rampen
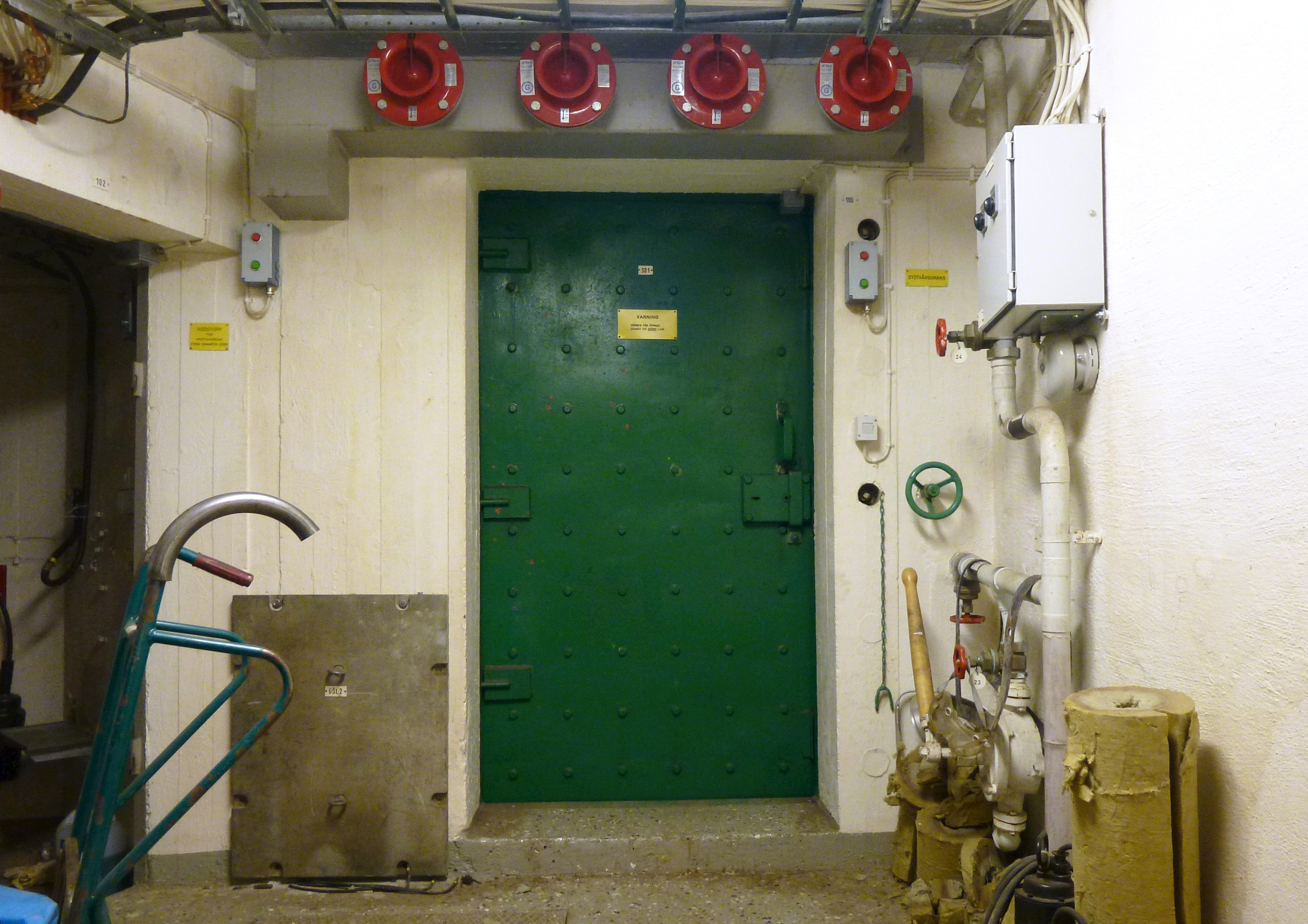
Stötvågsdörr
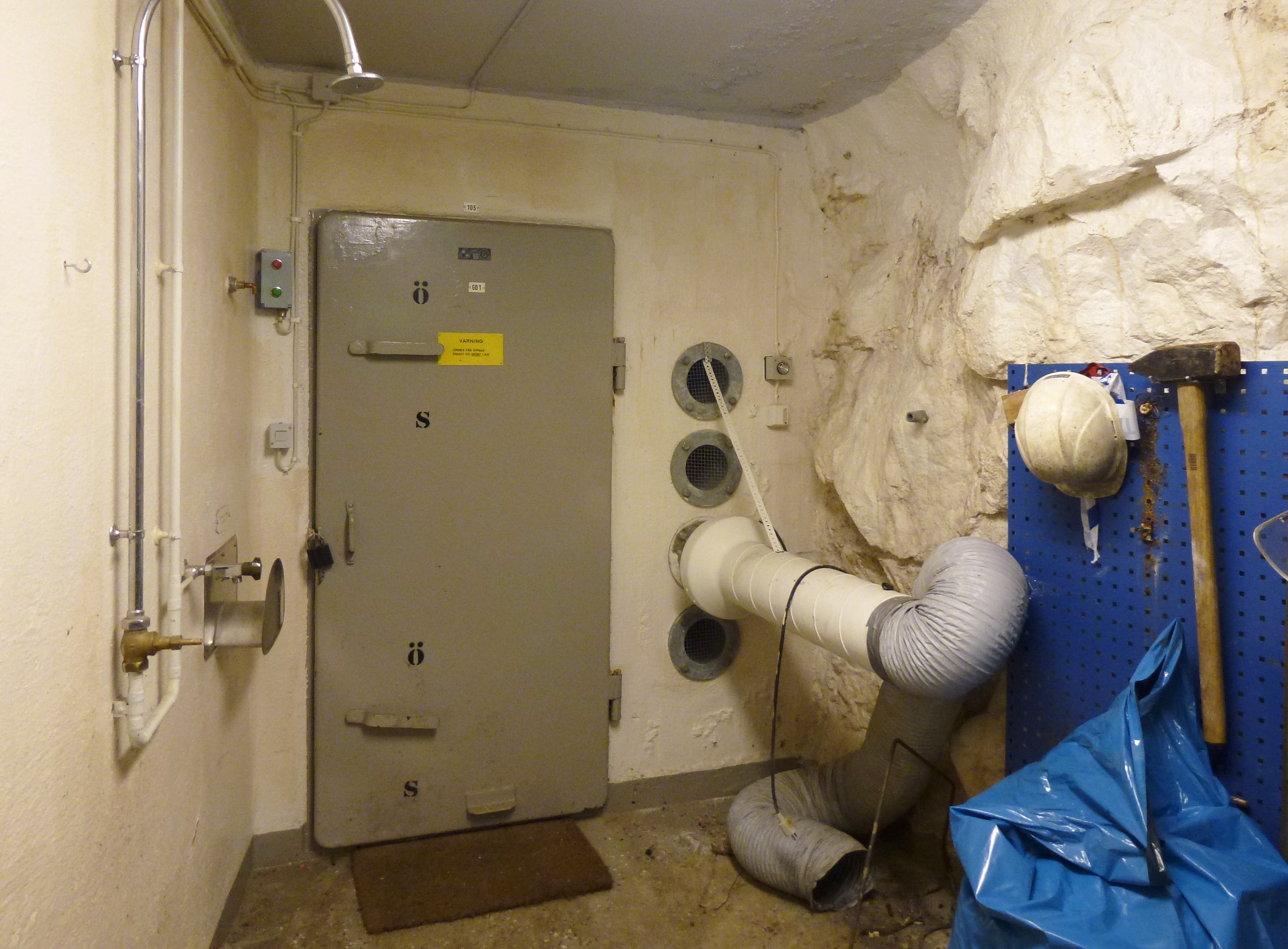
Gasfång med saneringsdusch
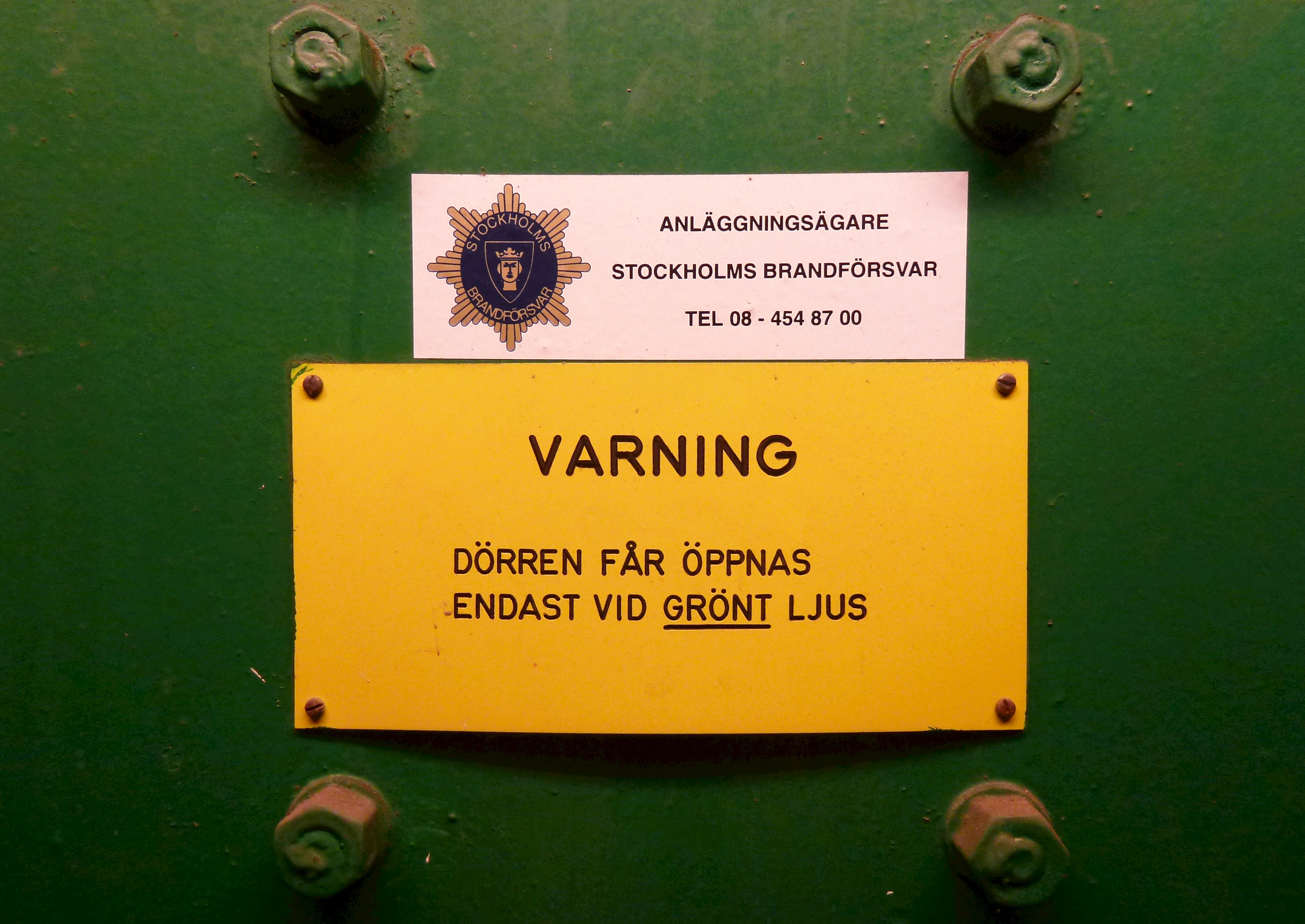
Skylt på stötvågsdörr